# Harrow (serie televisiva)
Harrow è una serie televisiva australiana creata da Stephen M. Irwin e Leigh McGrath che l'ha anche prodotta. È trasmessa dal 9 marzo 2018 sul canale ABC.
In Italia, la serie va in onda dal 5 ottobre 2018 su Fox Crime.
Il 2 maggio 2018, ABC ha rinnovato la serie per una seconda stagione, che ha debuttato il 12 maggio 2019. Il 10 ottobre 2019, ABC ha rinnovato il programma per una terza stagione, con le riprese che sono iniziate a novembre 2019, e la star della serie Ioan Gruffudd ha diretto un episodio .

## Trama
La serie racconta la storia del dottor Daniel Harrow, un patologo forense del Queensland, che spesso ignora e prova un totale disprezzo per le autorità. Ha un'immancabile empatia per i morti che lo aiuta a risolvere anche i casi più bizzarri. Disposto a violare ogni regola, è determinato a dare alle vittime una voce e rivelare la verità dietro tutto ciò che è successo a loro. Nel frattempo, un terribile segreto del suo passato minaccia la sua famiglia e la sua carriera, questo lo porterà a commettere scelte difficili, fino ad insabbiare quel segreto per sempre....

## Episodi
| Stagione         | Episodi | Prima TV Australia | Prima TV Italia |
| ---------------- | ------- | ------------------ | --------------- |
| Prima stagione   | 10      | 2018               | 2018            |
| Seconda stagione | 10      | 2019               | 2019            |
| Terza stagione   | 10      | 2021               | 2021            |

## Produzione
La serie è la prima produzione internazionale di ABC Signature, divisione di The Walt Disney Company, che ha collaborato al progetto con la Hoodlum Entertainment, l'Australian Broadcasting Corporation e la Screen Queensland.
È stata girata a Brisbane, dove gli uffici e i laboratori sono situati nell'ex ospedale e college dentistico della città.

## Riconoscimenti
La prima stagione si è aggiudicata una Nomination, come miglior serie televisiva drammatica per la televisione australiana.